# Modras
Modras (znanstveno ime Vipera ammodytes) je strupenjača iz družine gadov. Od navadnega gada se loči po značilnem rožičku na nosu, zaradi katerega bi ga le stežka zamenjali s katero drugo v Sloveniji živečo kačo, in po rdeči barvi na spodnji strani repa. Je svetlo rjave, rdečkasto rjave ali sive barve. Na hrbtu ima cikcakast vzorec. Živi na skalnih in prisojnih področjih južne Evrope, vse do Male Azije. Zraste lahko od 65 do 90 cm. Kot tudi ostale kače ima v naravi pomembno vlogo pri uravnavanju številčnosti malih sesalcev. Ob srečanju s človekom se vselej nekateri primerki ostanejo nepremični in glasno siknejo, drugi sikajo in nato pobegnejo, nekateri pa skušajo takoj ugrizniti.

## Opis vrste
Modras zraste do povprečne skupne dolžine (gobec-rep) 85 cm, čeprav posamezniki običajno merijo manj kot 75 cm. Največja dolžina je odvisna tudi od lokacije, pri čemer so severno živeči primerki izrazito večji od južnih.
V terenski študiji na otoku Golem Grad so bile samice v povprečju velike 35 cm., samci pa na 37 cm.; največji modras ujet med študijo je bil samec s 66 cm. To kaže na določeno stopnjo regionalne ali otoške pritlikavosti.
Glava je prekrita z majhnimi, nepravilnimi luskami, ki so bodisi gladke ali le malo nazobčane; par velikih nadočesnih lusk sega tudi čez zadnji rob očesa. Deset do trinajst majhnih lusk obdaja vsako oko, dve vrsti pa ločujeta oko od nadustnih lusk. Nosna luska je velika, enojna (redko deljena) in ločena od rostralne z eno nazorostralno lusko.
Najbolj izrazita značilnost je en sam "rog" na gobcu, tik nad rostralno lusko. Sestavljen je iz devetih do sedemnajstih majhnih lusk, razporejenih v dveh (občasno treh ali štirih) prečnih vrstah. Zraste do dolžine 5mm ter je mehak in prožen. Pri južnih podvrstah je rog pokončen, pri V. a. Ammodytes kaže diagonalno naprej.
Telo je pokrito z močno nazobčanimi hrbtnimi luskami v 21 do 23 (redko tudi 25) vrstah na sredini telesa. Luske, ki mejijo na trebušno votlino, so gladke ali rahlo nazobčane. Samci imajo od 133 do 161 trebušnih lusk in od 27 do 46 parnih podrepnih lusk, samice pa od 135 do 164 oziroma od 24 do 38. Analna luska je enojna.
Barvni vzorec je drugačen za samce in samice. Pri samcih ima glava nepravilne temno rjave, temno sive ali črne lise. Debel črn trak se vleče  od za očmi do za čeljustmi. Jezik je običajno črn, šarenica pa ima zlato ali bakreno barvo. Samci imajo značilno temno liso ali oznako v obliki črke V na zadnji strani glave, ki se pogosto povezuje z hrbtnim cikcakastim vzorcem. Osnovna barva samcev je različna in vključuje veliko različnih odtenkov sive, včasih rumenkasto ali rožnato sivo ali rumenkasto rjavo. Hrbtni cikcak vzorec je temno siv ali črn, katerega rob je včasih temnejši. Vzdolž vsake strani poteka vrsta nejasnih, temnih (občasno rumenkastih) lis, ki so včasih združene v valovit pas.
Samice imajo podoben barvni vzorec, le da je manj izrazit in kontrasten. Ponavadi nimajo temne lise ali oznake v obliki črke V (na zadnji strani glave), ki jo imajo samci. Osnovna barva je različna in se bolj nagiba k rjavim in bronastim barvam; sivkasto rjava, rdečkasto rjava, bakrena ali opečnato rdeča. Hrbtni cikcak vzorec je rjavega odtenka.
Oba spola imata cikcakasto hrbtno progo, postavljeno na svetlejšem ozadju. Ta vzorec je pogosto razdrobljen. Barva trebuha je različna in je lahko sivkasta, rumenkasto rjava ali rožnata in "močno motna" ali s temnimi pikami. Včasih je trebušna barva črna ali modrikasto siva, z belimi lisami in vključki, obrobljenimi z belim robom. Brada je svetlejše barve kot trebuh. Na spodnji strani je konica repa lahko rumena, oranžna, oranžno-rdeča, rdeča ali zelena. Melanizem (genetsko stanje, ki povzroča odvečno obarvanost kože) se sicer pojavlja, vendar redko. Barvni vzorci mladih so približno enaki kot pri odraslih.

## Podobne vrste
Navadni gad (Vipera berus) je bolj hladnoljubna vrsta od modrasa in ga najdemo predvsem v gorah ter hladnejših območjih. V Sloveniji lahko ponekod najdemo tudi povsem črne predstavnike, katerih temno telo bolje vpija sončno toploto. Laški gad (Vipera aspis) je veliko bolj razširjen v sosednji Italiji. V Sloveniji je redek in je bil do sedaj opažen le na pogorju Stola v Breginjskem kotu.
- Modras (levo) in laški gad (desno) na pogorju Stola
- Razširjenost po Evropi
- Vipera Ammodytes